# Esprehm
Esprehm (dänisch: Esbrem) ist ein Dorf in Schleswig-Holstein mit 87 Einwohnern (Stand Dezember 2019). Der Westteil gehört zur Gemeinde Geltorf im Kreis Schleswig-Flensburg, der (größere) Ostteil zur Gemeinde Güby im Kreis Rendsburg-Eckernförde. 
Esprehm liegt an der Kreisstraße von Fleckeby nach Selk (K1 im Kreis Schleswig-Flensburg, K54 im Kreis Rendsburg-Eckernförde). Das 37,6 ha große Naturschutzgebiet Esprehmer Moor erstreckt sich ca. 1 km nördlich des Dorfes.